# Procyon
Procyon (α CMi, α Canis Minoris, Alpha Canis Minoris) este cea mai strălucitoare stea din constelația australă Câinele Mic. Privită doar cu ochii liberi pare o singură stea, a șaptea cea mai luminoasă de pe cerul nopții, cu magnitudinea aparentă de 0,34. De fapt este un sistem stelar binar format din steaua principală de clasă spectrală F5 IV-V, numită Procyon A, și o pitică albă cu clasă spectrală DA, numită Procyon B.  Se află la 11,46 ani lumină.

## Numele
Procyon, numele propriu al stelei, a fost aprobat oficial de către Uniunea Astronomică Internațională la data de 29 iulie 2016. 

### Etimologie
Numele său provine din greaca veche: προκύων, transliterat prokýōn, care semnifică „înaintea câinelui”, Procyon precedându-l pe Sirius („Steaua Câine”), în cursul deplasării sale pe bolta cerească a nopții. Aceste „două stele ale câinilor” sunt menționate în majoritatea mitologiilor antice, cea a lui Orion, de exemplu, și erau deja venerate de anticii babilonieni și egipteni. În astronomia chineză, Procyon face parte din Nanhe, un sub-grup al asterismului Nan bei he, reprezentând două mici văi pe malul râului ceresc Tianhe (Calea Lactee).

## Procyon A
Procyon A este de 7 până la 8 ori mai luminoasă și de două ori mai mare decât Soarele. Este clasată ca fiind o stea subgigantă galben-albă, ceea ce semnifică faptul că și-a terminat fuziunea hidrogenului în regiunea centrală și că a început să se dilate. Clasa spectrală a stelei este F5 IV-V.

## Procyon B
Procyon B este o pitică albă cu o luminozitate inferioară de mai puțin de 1% din cea a Soarelui, situată, în medie, la 15 unități astronomice de Procyon A, adică aproape distanța dintre Soare și planeta Uranus. Ea are o orbită excentrică care variază între 9 și 21 ua. Are clasa spectrală DA.
Existența sa a fost pusă pentru prima dată în evidență de astronomul Friedrich Wilhelm Bessel în 1844. Caracteristicile orbitale ale lui Procyon B au fost calculate în 1862 de către Arthur Auwers. Steaua a fost observată vizual, pentru prima oară,  de John Martin Schaeberle în 1892, grație Observatorului Lick.

## Triunghiul de Iarnă

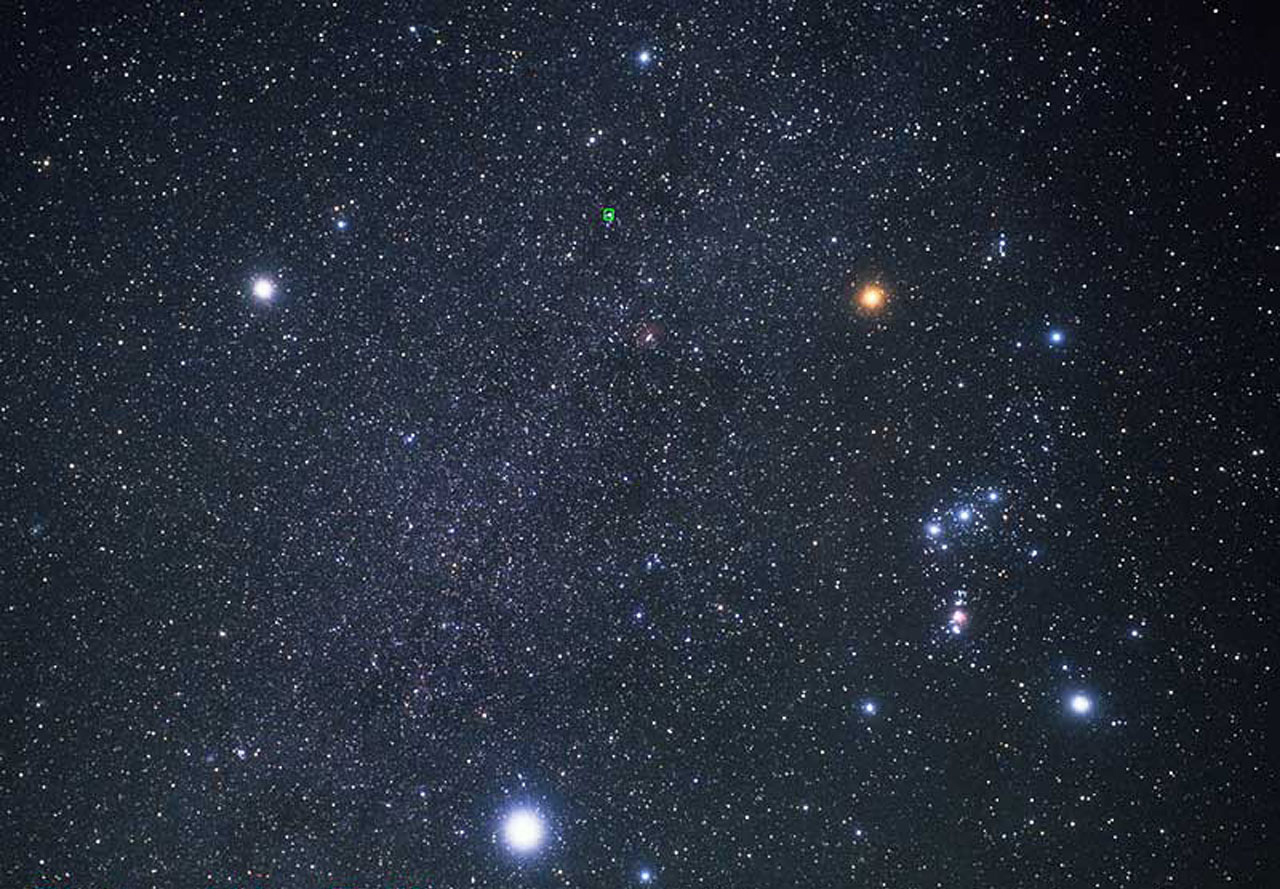
Triunghiul de Iarnă: stânga sus: Procyon, dreapta sus: Betelgeuse, jos: Sirius.

Procyon constituie unul din vârfurile asterismului Triunghiului de Iarnă, celelalte vârfuri fiind reprezentate de Betelgeuse și, respectiv, de Sirius.